# Lichtenberg, Urfahr-Umgebung
Lichtenberg là một đô thị thuộc huyện Urfahr-Umgebung thuộc bang Oberösterreich, Áo. Đô thị Lichtenberg, Urfahr-Umgebung có diện tích 18 km², dân số thời điểm năm 2006 là 2466 người.